# 28. SS-Freiwilligen-Grenadier-Division der SS "Wallonien"
La 28. SS-Freiwilligen-Grenadier-Division "Wallonien" (wallonische Nr. 1) era una unità militare composta da volontari valloni appartenenti al movimento belga-francofono dei Rexisti di Léon Degrelle.

## Storia
Inizialmente la Legione Wallonien si era formata nell'agosto del 1941 sotto il comando congiunto della Wehrmacht e del movimento rexista di Léon Degrelle.
Nel maggio del 1942, i valloni si trovarono nella regione russa del Donec. Nel giugno del 1943, la legione entrava nelle Waffen SS diventando la Sturmbrigade Wallonien. Tra il dicembre del 1943 e il febbraio del 1944 si trovò coinvolta in battaglie cruenti in Ucraina, subendo un enorme numero di perdite a Čerkasy.
Spostato in Estonia sul fronte della Narva nel settembre del 1944, a dicembre cambiò denominazione nella 28ª SS Freiwilligen Grenadier Division. Tra il febbraio e l'aprile del 1945, i valloni si trovarono coinvolti nelle battaglie a Stargard, Stettin, Altdam in Pomerania e sull'Oder.
I sopravvissuti capitolarono nella regione di Schwerin il 3 maggio 1945.

## Lista dei comandanti
| Inizio nomina   | Fine incarico     | Grado                  | Nome           |
| --------------- | ----------------- | ---------------------- | -------------- |
| Maggio 1942     | Giugno 1943       | Oberleutnant           | Lucien Lippert |
| giugno 1943     | 18 settembre 1944 | SS-Obersturmbannführer | Lucien Lippert |
| Febbraio 1944   | 1º gennaio 1945   | SS-Sturmbannführer     | Léon Degrelle  |
| 1º gennaio 1945 | 8 maggio 1945     | SS-Standartenführer    | Léon Degrelle  |

## Teatri operativi
- Dall'ottobre 1944 al gennaio 1945 (nell'area del Südhannover)
- Dal gennaio 1945 al marzo 1945 (XXXIX.Panzerkorps, III. SS-Panzer-Korps nell'area di Stargard)
- Nell'aprile 1945 (Area Greifenhagen/Stettin, poi nel Brandenburg)

## Ordine di battaglia

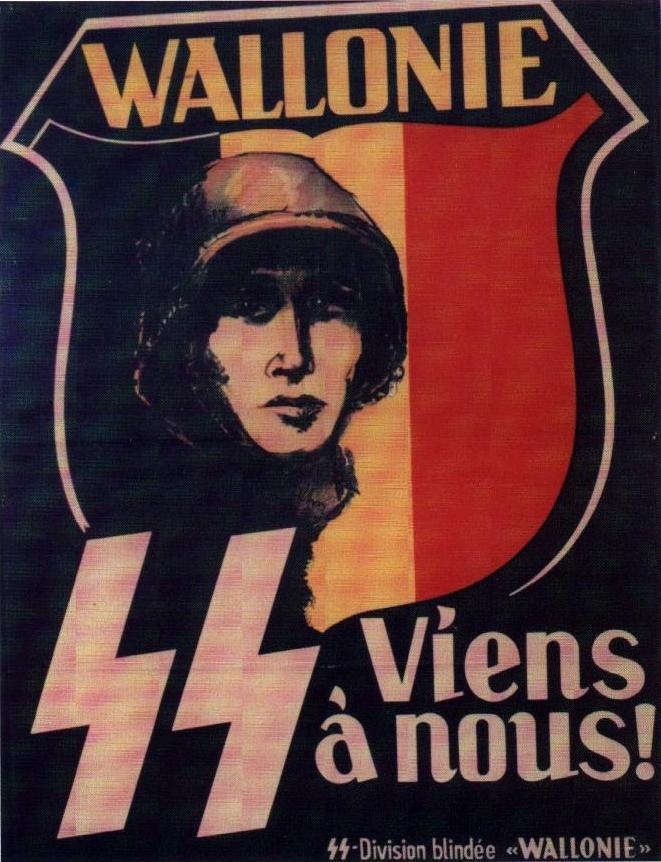
Manifesto di reclutamento delle SS Wallonie

- SS-Panzergrenadier-Regiment 69
- SS-Panzergrenadier-Regiment 70
- SS-Artillerie-Regiment 28
  - SS-Panzerjäger Abteilung 28
  - SS-Panzeraufklärungs-Abteilung 28
  - SS-Nachrichten Abteilung 28
  - SS-Pionier-Bataillon 28
    - SS-Nachschub-Kompanie 28
    - SS-Flak-Kompanie 28
    - SS-Verwaltungskompanie 28
    - SS-Sanitäts-Kompanie 28
    - SS-Veterinär-Kompanie 28

  - SS-Ersatz-Bataillon 28
  - SS-Sturm-Bataillon